# Dunaliella salina

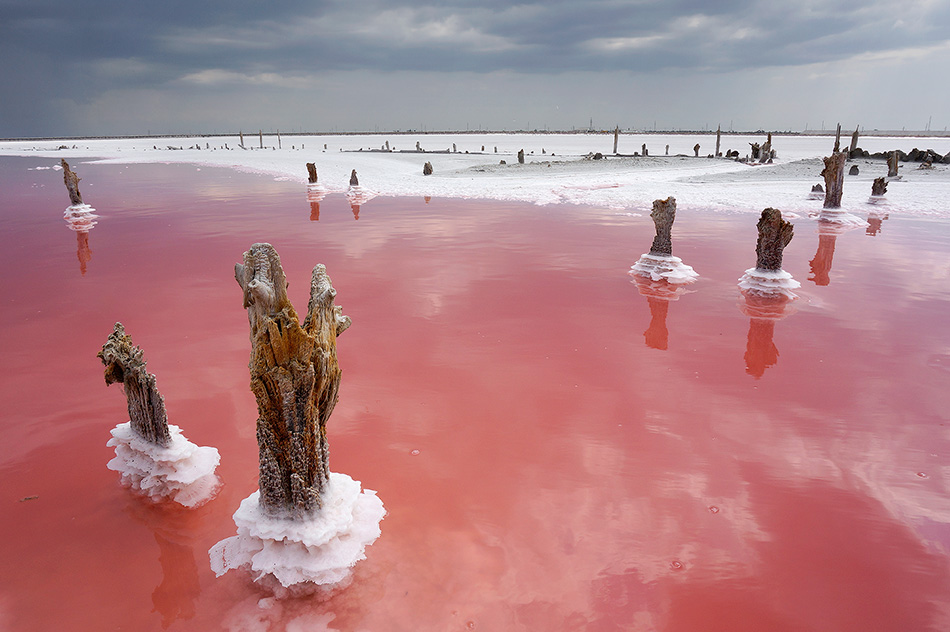
Dunaliella salina zabarwiająca na różowo jezioro na Krymie

Dunaliella salina – gatunek halofilnego jednokomórkowego glona z gromady zielenic. Odpowiada za charakterystyczny różowy kolor silnie zasolonych jezior takich jak Lac Retba w Senegalu, czy Hillier w Australii.

## Biologia

### Morfologia
Występuje w formie monadalnej. Posiada dwie nagie wici zbliżonej długości. Zawiera jeden duży, kubkowaty chloroplast. Zwykle ma stigmę, pirenoid i jedno jądro, znajdujące się zazwyczaj na przednim końcu.

### Metabolizm
Organizm samożywny, posiada chlorofil, a i b, dlatego ma chloroplast koloru zielonego.
W odpowiedzi na czynniki stresowe takie jak niedobór azotu, siarki, fosforu lub ostre światło produkuje duże ilości karotenoidów, głównie β-karotenu, który akumuluje w przestrzeni międzytylakoidowej, aby chronić aparat fotosyntetyzujący przed promieniowaniem UV-A i światłem niebieskim.
Zawiera w komórce duże ilości gliceryny w celu wyrównania ciśnienia osmotycznego w bardzo zasolonych wodach.

### Ekologia
Odpowiada za większość produkcji pierwotnej w bardzo silnie zasolonych wodach. O ile dobrze znane są jej właściwości w warunkach hodowlanych, o tyle stosunkowo niewiele wiadomo o zachowaniu D. salina w warunkach naturalnych. W Wielkim Jeziorze Słonym jest głównym, jeśli nie jedynym producentem. Nie występuje w Morzu Martwym, ze względu na zbyt duże stężenie jonów Mg2+ i Ca2+. Niektóre gatunki z rodzaju Dunaliella znaleziono na pajęczych sieciach.

### Rozmnażanie
Bezpłciowo rozmnażają się przez podział podłużny. Płciowo poprzez izogamię, stymulowaną spadkiem zasolenia.

## Znaczenie
Ze względu na dużą zawartość (nawet ponad 10% suchej masy) glon jest wykorzystywany do produkcji β-karotenu, który znajduje zastosowanie w przemyśle kosmetycznym jako barwnik, oraz jako suplement diety (chociaż badania mówią zarówno o korzystnym, jak i niekorzystnym wpływie β-karotenu na zdrowie). β-karoten jest pro-witaminą A.
Odpowiada za różową barwę wody w jeziorach takich jak Lac Retba, co stanowi atrakcję turystyczną.